# UD España
Unión Deportiva España, též používané názvy Unión Deportiva de España nebo España de Tánger, byl španělský fotbalový klub sídlící ve městě Tanger ve Španělském protektorátu v Maroku. Klub byl založen v roce 1936. V roce 1956, kdy skončila španělská nadvláda nad severním územím Maroka, byl klub funkcionáři sloučen do andaluského klubu Algeciras CF.
Největším úspěchem klubu je tříletá účast ve druhé nejvyšší soutěži (v sezónách 1953/54 – 1955/56). Své domácí zápasy hrál klub na stadionu Estadio El Marchán s kapacitou 15 000 diváků.

## Umístění v jednotlivých sezonách
Legenda: Z – zápasy, V – výhry, R – remízy, P – porážky, VG – vstřelené góly, OG – obdržené góly, +/- – rozdíl skóre, B – body, červené podbarvení – sestup, zelené podbarvení – postup, světle fialové podbarvení – přesun do jiné soutěže
| Sezóny  | Liga                      | Úroveň | Z  | V  | R | P  | VG | OG | B   | +/- | Pozice |
| ------- | ------------------------- | ------ | -- | -- | - | -- | -- | -- | --- | --- | ------ |
| 1948/49 | Tercera División – sk. VI | 3      | 34 | 8  | 7 | 11 | 46 | 63 | -17 | 23  | 9.     |
| 1949/50 | Tercera División – sk. V  | 3      | 34 | 11 | 5 | 18 | 54 | 71 | -17 | 27  | 15.    |
| 1950/51 | Tercera División – sk. VI | 3      | 30 | 14 | 2 | 14 | 51 | 63 | -12 | 30  | 8.     |
| 1951/52 | Tercera División – sk. VI | 3      | 26 | 13 | 4 | 9  | 56 | 44 | +12 | 30  | 7.     |
| 1952/53 | Tercera División – sk. VI | 3      | 30 | 20 | 2 | 8  | 94 | 41 | +53 | 42  | 2.     |
| 1953/54 | Segunda División – sk. II | 2      | 30 | 15 | 1 | 14 | 60 | 57 | +3  | 31  | 8.     |
| 1954/55 | Segunda División – sk. II | 2      | 30 | 15 | 7 | 8  | 56 | 47 | +9  | 37  | 4.     |
| 1955/56 | Segunda División – sk. II | 2      | 30 | 15 | 5 | 10 | 55 | 44 | +11 | 35  | 5.     |